# Franciabigio

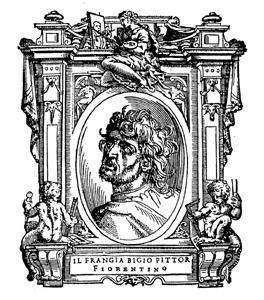
Porträt aus Giorgio Vasaris Le Vite (1568)

Francesco Giudici, genannt Franciabigio [frantʃaˈbiːdʒo] (* 30. Januar 1484 in Santa Maria in Verzaia bei Florenz als Francesco di Christofano; † 24. Januar 1525 ebenda) war ein italienischer Maler der Renaissance.

## Leben
Francesco di Cristofano wurde 1484 bei Florenz als Sohn von Christofano di Francesco da Milano († 1508), einem Leinenweber, geboren. Die Familie, die den Familiennamen Giudici trägt, kommt aus Mailand. Sein älterer Bruder Raffaelo war ebenfalls Weber, während sein jüngerer Bruder Agnolo war ebenfalls Maler, starb aber wohl jung.
Er studierte ab 1503/04 bis vermutlich Herbst 1506 bei Mariotto Albertinelli. Er arbeitete wohl an dessen Kreuzigung (1506) und Die heiligen Hieronymus und Zenobius beten das Christuskind in den Armen Mariä an (1506) mit. 1505 lernte er Andrea del Sarto kennen, mit dem er im folgenden Jahr gemeinsam ein Atelier an der Piazza del Grano in Florenz bezog. 1513 malte er gemeinsam mit diesem in Santissima Annunziata zu Florenz; von ihm rührt darin das Fresko Vermählung der heiligen Jungfrau, her, das er selbst erbittert über die zu frühe Aufdeckung durch die Mönche durch einen Hammerschlag beschädigte.
Am besten sind Franciabigios Porträts: im Palazzo Pitti befindet sich von ihm das Bildnis eines jungen Mannes (1514) von liebenswürdiger Ruhe des Ausdrucks und seelenvollem Blick; im Palazzo Capponi ein anderes vortreffliches (1517), das den Maler wahrscheinlich selbst darstellt; im Berliner Museum das eines Jünglings (1522), durch edle Auffassung und Freiheit der Behandlung hervorragend. Das Werk Annunciazione im Kloster San Gaudenzio in San Godenzo wird ihm zugeschrieben.
Franciabiagio wurde in der Kirche San Pancrazio in Florenz bestattet.

## Werke (Auswahl)
- (mit Mariotto Albertinelli) Kreuzigung, 1506
- (mit Mariotto Albertinelli) Die heiligen Hieronymus und Zenobius beten das Christuskind in den Armen Mariä an, 1506, Louvre
- Porträt eines Mannes, 1510, Louvre
- Sposalizio, Fresco 1513, Basilica della Santissima Annunziata
- Krönung des Hl. Nikolaus von Tolentino, um 1515, National Gallery of Ireland
- Porträt eines Juweliers, Sammlung der Universität Princeton
- Madonna del pozzo, um 1516–1520, Kunsthistorisches Museum, Wien
- Madonna del pozzo, 1517/1518, Uffizien, Florenz
- Porträt eines Mannes am Schreibpult, 1522, Gemäldegalerie, Berlin
- Maria mit dem Kind und dem Johannesknaben, um 1524, Fürstliche Sammlung, Liechtenstein

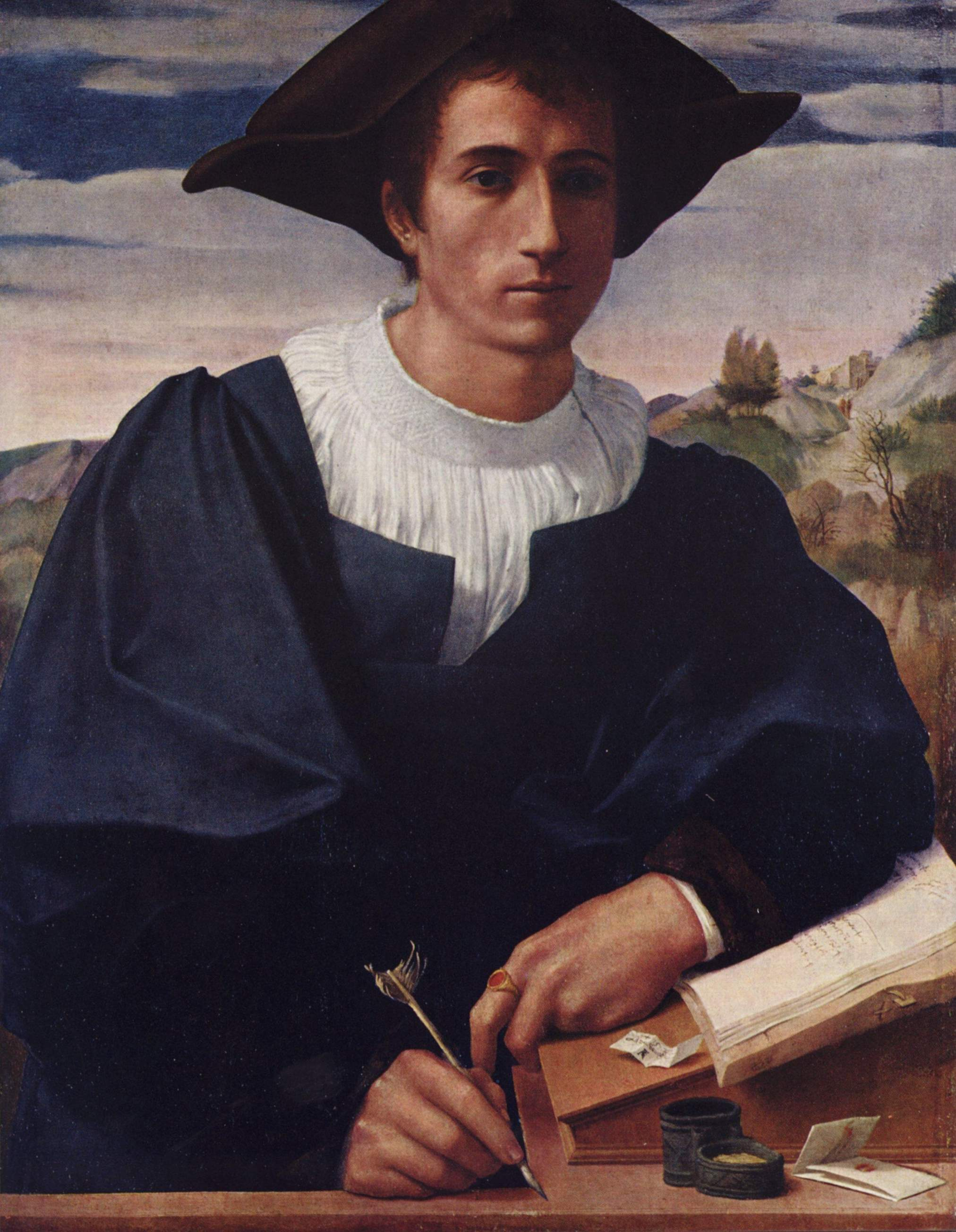
Porträt eines jungen Mannes am Schreibpult (1522)
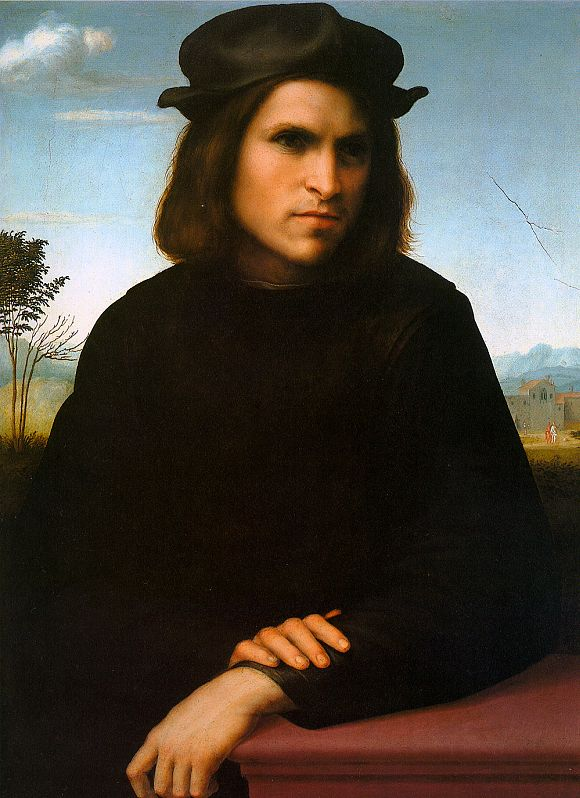
Porträt eines Mannes
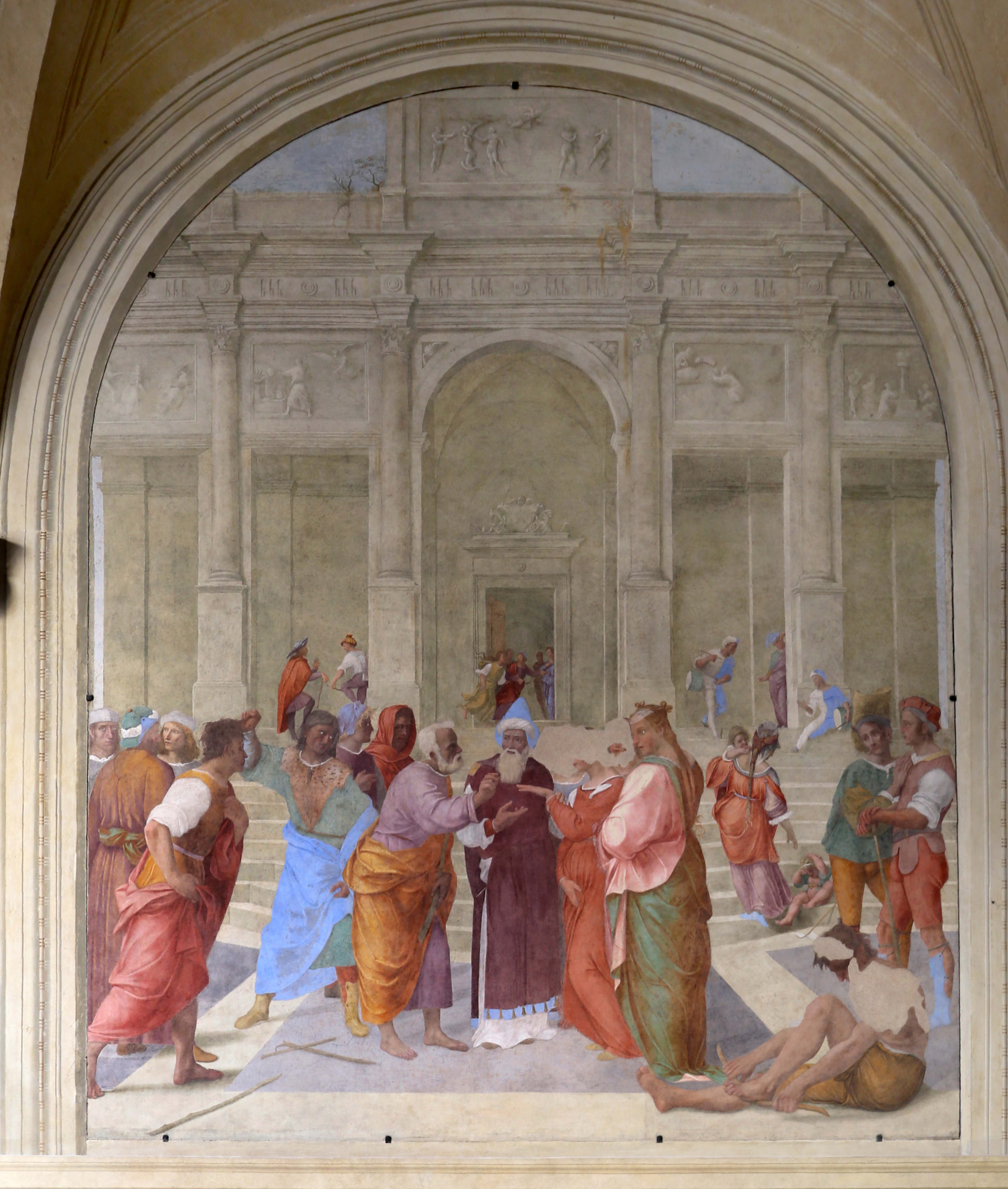
Vermählung der heiligen Jungfrau